# Giacomo Soffiantino
Giacomo Soffiantino (Torino, 1º gennaio 1929 – Torino, 27 maggio 2013) è stato un pittore italiano.

## Biografia
Svolse la sua preparazione artistica presso l'Accademia Albertina, come allievo di Francesco Menzio, Aldo Bertini e Mario Calandri. Insegnò poi al Liceo Artistico e all'Accademia.
Il suo esordio si collocò nel 1955 con la partecipazione alla mostra "Sette pittori torinesi" presso la Galleria Girodo di Ivrea e alla Galleria San Matteo di Genova. Nel 1956 vinse un premio acquisto alla quarta edizione del Premio Spoleto.
Ha partecipato a quattro biennali di Venezia e ad una di San Paolo del Brasile. È stato importante esponente dell'Espressionismo astratto, nonché maestro dell'acquaforte e dell'incisione.
Morì nella sua casa a Torino, dove aveva sempre vissuto e lavorato, all'età di 84 anni.